# Ulrich Winkelmann
Ulrich Winkelmann (* 1957 in Sprockhövel, auch Ulli Winkelmann) war von 2014 bis 2020 Bürgermeister der Stadt Sprockhövel.

## Leben
Winkelmann besuchte Schulen in Sprockhövel und Hattingen und absolvierte dann eine Lehre zum Bankkaufmann bei der Sparkasse Sprockhövel. Nach dem Zivildienst auf der chirurgischen Ambulanzstation des Krankenhauses Martfeld (Schwelm) schloss er ein Studium in Kassel und Wuppertal an. Er war Ausbilder für den Landessportbund und die Sportjugend NRW für allgemeine Sportübungsleiter-, Elementar- und Abenteuersportausbildungen und Zertifizierungen und von 1999 bis 2014 Schulsozialpädagoge an der Mathilde-Anneke-Schule in seiner Heimatstadt. 
2014 wurde er in einer Stichwahl mit 59,3 Prozent der Stimmen überraschend als Nachfolger von Klaus Walterscheid zum Bürgermeister der Stadt Sprockhövel gewählt. Winkelmann war als Kandidat von CDU und Grünen gewählt worden, nachdem die SPD 44 Jahre lang den Bürgermeister gestellt hatte. Zur Bürgermeisterwahl 2020 trat er nicht mehr an.
Winkelmann legte im November 2014 auf Initiative des Fraktionsvorsitzenden der Grünen im Stadtrat, Thomas Schmitz, im Namen der Stadt der Gewerkschaft ver.di nahe, eine Anti-TTIP-Veranstaltung mit Werner Rügemer abzusagen. Er bezog sich dabei auf die Schriftstellerin Adriana Stern, die Rügemers eine „verschroben antisemitische Weltsicht“ vorgeworfen hatte, und ein Interview Rügemers mit dem wegen Antisemitismusvorwürfen entlassenen Ex-Rundfunkmoderator Ken Jebsen. Nachdem Rügemer dagegen vor dem Verwaltungsgericht Klage erhoben hatte, gab Winkelmann eine Unterlassungserklärung ab und entschuldigte sich. Im Prozess von Rügemer gegen Stern bestätigte das Landgericht Köln dagegen die Zulässigkeit des Vorwurfs des Antisemitismus aufgrund der Äußerungen Rügemers.

## Privates
Winkelmann ist verheiratet und lebt mit seiner Frau und zwei Kindern in Sprockhövel.